# Qandeel Baloch
Qandeel Baloch j. urdu قندیل بلوچ; właściwie Fouzia Azeem j. urdu فوزیہ عظیم  (ur. 1 marca 1990, zm. 15 lipca 2016) – pakistańska modelka i osobowość internetowa.

## Życiorys
W 2013 próbowała swoich sił w castingu do telewizyjnego talent show Pakistan Idol, zaś w 2014 zyskała popularność za sprawą śmiałych zdjęć i komentarzy zamieszczanych w internecie, w tym m.in. za pośrednictwem serwisu społecznościowego Facebook. Jej wpisy wzbudzały znaczne kontrowersje w konserwatywnym społeczeństwie pakistańskim, a opublikowane wspólne zdjęcia z duchownym Abdulem Qawi stały się podstawą do zawieszenia go w prawach członka partii Pakistan Tehreek-e-Insaf. Jej ostatnie wpisy na Facebooku śledziło blisko 800 tys. subskrybentów, a niektóre międzynarodowe media porównywały ją do Kim Kardashian. Na początku lipca 2016 wystąpiła w teledysku Aryana Khana do utworu pt. Ban. Znana była również ze swoich krytycznych komentarzy na temat patriarchalnego modelu społeczeństwa w Pakistanie.
Została zamordowana 15 lipca 2016 w swoim rodzinnym domu w Multan, w prowincji Pendżab. Według wstępnych ustaleń jej młodszy brat Waseem podał jej środki nasenne, a następnie udusił. Mężczyzna po zatrzymaniu przez policję przyznał się do zabicia Qandeel i zeznał, iż było to „honorowe zabójstwo”. Waseem w trakcie przesłuchania powiedział, że nie żałuje swojej zbrodni i jest dumny z tego, co zrobił, jednocześnie stwierdzając, że kobiety rodzą się po to, aby siedzieć w domu. Śmierć Qandeel Baloch została silnie nagłośniona i potępiona przez wiele osobowości medialnych, w tym Bilawal Bhutto Zardari, Sharmila Farooqi, Reham Khan, Sanam Baloch, Osman Khalid Butt, Meesha Shafi, Nadia Hussain oraz Ali Zafar. Pogrzeb Baloch odbył się 17 lipca 2016 w jej rodzinnym mieście.